# フルフラール
フルフラール（英: furfural）は芳香族アルデヒドの一種で、右図のような構造を持つ有機化合物。IUPAC命名法では 2-フランカルボキシアルデヒド (2-furancarboxaldehyde) などと表される。2位がホルミル基一つで置換されたフランに相当する。純粋なものは無色油状の液体で、アーモンドに似た香気を持つが、空気に触れると急激に黄色く変色する。
トウモロコシの穂軸、燕麦などの籾殻、サトウキビの絞りかす、ふすまなどの農産物の副産物やおがくずなどを原料にして製造される。英語名はラテン語でふすまを意味する furfur を語源としている。

## 歴史
フルフラールは1832年にドイツの化学者ヨハン・オルフガング・デーベライナー（Johann Döbereiner）によって、ギ酸の副産物として初めて分離された。1901年にはドイツの化学者カール・ハリエス（Carl Harries）によって分子構造が明らかにされた。
香水添加用を除いて使われる事はまれであったが、1922年にオートミールメーカーであるクエーカーオーツカンパニーが燕麦の籾殻を原料にして大量生産を始め応用されるようになった。今日でも、各種農産物、木工品の副産物として製造が続いている。

## 工業生産
全世界の総生産能力は年産 50万トン弱。内、中国が 20万トン強で、残りはヨーロッパが 8万トン、ドミニカ共和国を含む北米が 8万トン、その他の地域が 10万トン程度と見られる。欧米の生産量は減っており、実際の生産量は能力の半分程度。日本は需要のほとんどを中国から輸入している。日本の輸入量は 約2000トン（2000年）。
中国最大の生産メーカーは遼寧省の鉄嶺北方フルフラール集団有限責任公司で 5万トンの能力を持つ。しかし、中国には年産 1000トン未満の小規模工場が多数存在し、廃水など、環境汚染の原因となっているため、大規模な工場に集約を進めている。

## 特性
フルフラールは、アルコール、エーテルなど、ほとんどの有機溶剤には易溶であるが、水やアルカン類には微溶である。自動酸化を起こして赤褐色に変色する。
化学的には他のアルデヒド類や芳香族化合物と同様の反応を示す。フルフラールの安定性はベンゼンほどではなく、他の芳香族化合物よりも化学反応を起こしやすい。250 ℃ 以上に加熱すると、フルフラールはフランと一酸化炭素に分解する。また、酸の存在下で加熱すると熱硬化性樹脂となって固まる。
強い酸や塩基と反応して火災や爆発のおそれがある。

## 製法
多くの植物は多糖類、ヘミセルロースを含んでいるが、希硫酸と共に加熱すると、ヘミセルロースが加水分解し、主にキシロースなどの糖類に変わる。同じ条件下でキシロースなどの C5糖類は脱水して、水分子 3つを出してフルフラールとなる。
{\displaystyle {\ce {C5H10O5 -> C5H4O2\ + 3H2O}}}
燕麦殻やトウモロコシを用いた場合は収率が高く約20%である。穀物の籾殻を使った場合では、原料の約10%の量のフルフラールを得る事ができる。フルフラールは水とともに蒸発して出るので、これを回収して分離（脱水蒸留）、濃縮する。
このほか、希塩酸を用いる方法もある。

## 用途
石油化学においてジエン類を抽出する溶剤となり、炭化水素から合成ゴムを作る原料などに使われる。
溶剤精製(溶剤抽出法)を用いる潤滑油精製においては過去様々な溶剤が用いられたが最終的にはフルフラールが主流となった。フルフラールは潤滑油に不適当な不飽和および芳香族炭化水素などを選択的に溶解するため、溶解しなかった部分つまり潤滑油として好ましい成分を分離抽出する事が出来る。
フェノール、アセトン、尿素などの原料とともに、ブレーキや鋳造などに用いるフラン樹脂を製造する原料とされる。
ナイロンの原料であるアジピン酸の製造原料になる。
また、フルフラールは、テトラヒドロフランやフランなどの溶剤を製造する原料としても用いられる。ヒドロキシメチルフルフラールの形ではさまざまな加熱食品中に存在している。

## 安全性
フルフラールを呑み込んだり、吸い込んだりすると、酔い、頭痛、めまい、吐き気、涙目といった中毒症状を起こす可能性があり、重篤な場合は意識不明や死に至ることがある。フルフラールに触れると、皮膚や気道が刺激を受け、肺に水がたまることがある。
長期の皮膚曝露によって、皮膚アレルギーや場合によっては日焼けの様になることがある。動物による毒性の研究では、フルフラールは腫瘍、変異、肝臓障害や腎臓障害を起こすことが分かっている。
応急処置として、皮膚に付着した場合は、直ちに石けん水で充分に洗い落とす。目に入った場合は、流水で充分に洗い落とす。蒸気を吸入した場合は、直ちに新鮮な空気のある場所に移して、医師の手当てを受ける。
日本では消防法に定める第4類危険物 第2石油類、労働安全衛生法による2019年有害物ばく露作業報告対象物に指定されている。